# Leonardo Ferrulli
Leonardo Ferrulli (Brindisi, 1º gennaio 1918 – Scordia, 5 luglio 1943) è stato un militare e aviatore italiano.
Era un pilota della Regia Aeronautica, Medaglia d'Oro al Valor Militare. 
Gli sono accreditati 21 aerei abbattuti, uno durante la Guerra di Spagna e gli altri durante la seconda guerra mondiale. Le sue vittorie, ottenute tra gli altri su Hawker Hurricane, Curtiss P-40 e Supermarine Spitfire, sono state conseguite ai comandi del biplano Fiat C.R.42 e dei monoplani Macchi M.C.200 e Macchi M.C.202.

## Biografia
Ferrulli si era arruolato volontario, ancora diciassettenne, nella Regia Aeronautica. Aveva ottenuto il brevetto militare nel marzo 1936 e il grado di allievo sergente pilota. Assegnato alla 84ª Squadriglia, partiva volontario per la Spagna, dove combatteva per oltre un anno, guadagnandosi una Medaglia d'Argento al Valor Militare. Al suo ritorno veniva assegnato alla 90ª Squadriglia e l'anno successivo era assegnato alla 91ª Squadriglia, con cui sarebbe per sempre rimasto.

## Nord Africa
In forza, allo scoppio della seconda guerra mondiale, alla 91ª Squadriglia del 10º Gruppo, 4º Stormo C.T., basata in Cirenaica, Ferrulli ottenne la sua prima vittoria il 19 dicembre 1940, ai comandi di un Fiat C.R.42, abbattendo un Hawker Hurricane nel cielo di Sollum. In Nord Africa abbatté altri cinque Hurricane e un Bristol Blenheim. 
Il 4 gennaio 1941, gli Hawker Hurricane Mk. I del No. 33 e del No. 274 Squadron pattugliavano l'area di battaglia durante l'avanzata britannica verso Tobruch in Cirenaica. Un pilota del No. 33 Squadron rivendicò un CR.42 su Bardia-Tobruk, l'ufficiale pilota S. Godden (V7558) del No. 274 Squadron ne rivendicò altri due ed il Flight Sergeant TC Morris anche lui del 274 Squadron ne rivendicò un quarto. L'aereo di Morris (V7293) è stato però colpito al radiatore e ha effettuato un atterraggio forzato. Anche il Flying Officer TL Patterson (P2643) è stato colpito e costretto ad atterrare forzatamente.
Queste azioni erano state eseguite contro i CR.42 di scorta ai Savoia-Marchetti S.M.79 del 10° e del 23º Gruppo. I piloti italiani tornarono riferendo di aver attaccato una grande formazione britannica e rivendicando due Hurricane ed un probabile Bristol Blenheim. Un Hurricane è stato rivendicato dal tenente colonnello Carlo Romagnoli e l'altro dal maresciallo Leonardo Ferrulli della 91ª Squadriglia. Il tenente Claudio Solaro, comandante della 70ª Squadriglia, tornò reclamando il probabile Blenheim.
Gli italiani persero tre velivoli, il Sottotenente Ennio Grifoni della 91ª Squadriglia fu abbattuto in fiamme, il Sottotenente Bruno Devoto atterrò forzatamente al T5 dell'Aeroporto di Tobruch ed il Tenente Gino Battaggion della 70ª Squadriglia fu ferito e fece un atterraggio forzato ad Ain el-Gazala.
Dopo l'attacco alla Jugoslavia, Ferrulli, con il 10° (equipaggiato con i Macchi M.C.200 consegnati dal 54º Stormo), viene trasferito in Sicilia per un ciclo di operazioni contro Malta. L'11 luglio 1941, rischia di essere abbattuto sull'“isola-fortezza”. Con i piloti del suo gruppo, Ferrulli partecipa all'attacco contro la base maltese di Micabba. È uno dei gregari del Comandante di Gruppo, tenente colonnello Romagnoli. Dopo l'attacco alla base, sul mare, Ferrulli, vedendo il collega Devoto inseguito da due Hurricane, vira, insieme a Franco Lucchini, per aiutarlo. Ma sopraggiungono altri quattro o cinque caccia nemici. Si sviluppa un violento combattimento aereo. I tre Macchi si disimpegnano a stento, filando a pelo d'acqua, inseguiti per 30-40 chilometri dai caccia inglesi, che alla fine virano e rientrano alla base. Ferrulli ha il velivolo colpito da molte raffiche e gravemente danneggiato, ma non è ferito. 
L'azione su Micabba viene considerata un successo e viene citata sul bollettino di guerra n.402.
Alla fine del 1941, il 4º Stormo era stato equipaggiato con il nuovo Macchi M.C.202 e Ferrulli nel corso dell'anno seguente abbatté otto P-40. 
Il 2 settembre, è parte di una formazione di 18 M.C.202 del 10º Gruppo, in "caccia libera" nella zona di Bir Mseilikh. I piloti del "Cavallino Rampante" attaccano prima una formazione di 12 Spitfire e successivamente tre formazioni di bombardieri Boston scortati da 35 tra Spitfire e P-40. Ferrulli abbatte uno dei sei caccia Supermarine rivendicati dai piloti italiani.
Nel dicembre 1942 fu promosso Sottotenente.

## L'ultimo combattimento
Ferrulli ottenne le sue due ultime vittorie, nel cielo della Sicilia, il giorno stesso della sua morte: il 5 luglio 1943, poche ore dopo che il suo amico e altro grande "asso", Franco Lucchini era stato abbattuto non lontano dalla sua base. 
Ferrulli decollò alle 14 e 20 con il Tenente Giorgio Bertolaso e il Sergente Giulio Fornalé, anch'essi della 91ª Squadriglia, e altri due piloti, per intercettare 81 bombardieri quadrimotori americaniBoeing B-17 Flying Fortress diretti a bombardare la base aerea di Gerbini, scortati da 30 caccia Lockheed P-38 Lightning e da una ventina (una trentina, secondo altre fonti) di Spitfire degli Squadron 126 e 1435. Ferrulli e gli altri piloti dei Macchi intercettarono gli aerei nemici dopo che i bombardieri avevano colpito le piste di San Salvatore, Contrada Finocchiara e Sigonella. Ferrulli riuscì ad abbattere un B-17, che precipitò a lato della pista di San Salvatore e poi un bimotore da caccia P-38 Lightning su Scordia (CT). Fu allora attaccato dagli Spitfire, scesi in picchiata. Colpito, Ferrulli, assicuratosi che il proprio velivolo non entrasse in collisione con le abitazioni civili e onde evitare vittime innocenti, si lanciava con il paracadute dal suo Macchi danneggiato, ma era troppo basso e urtò il suolo nei pressi di Scordìa, vicino al suo aereo, restando ucciso.
La camera ardente fu allestita di tutta fretta presso la "Casa del Fascio" di Scordia. Ad abbattere quello che era, in quel momento, il pilota italiano con il maggior numero di vittorie aeree, fu un anonimo pilota alleato: probabilmente il Pilot Officer Chandler (JK139/V-X), che dichiarò di aver danneggiato un Macchi, durante quel combattimento aereo, oppure il  Flight Sergeant F. K. Halcombe (JK368/V-J) del 1435 Squadron, che asserì di aver colpito un Messerschmitt Bf 109, spesso scambiato per un Macchi, data la somiglianza dei due aerei. Anche il Flying Officer Geoff White (JK611/MK-M) del 126 Squadron abbatté un Macchi, ma la sua vittima sembra essere stato il Sergente maggiore Corrado Patrizi dell'84ª Squadriglia che si salvò lanciandosi dal suo Macchi C.205V con il paracadute.
A Ferrulli fu conferita una Medaglia d'oro al Valor Militare postuma, che andava ad aggiungersi alle sue precedenti decorazioni, che includevano tre Medaglie d'Argento al valor militare.

## Onorificenze
Viene decorato con una Medaglia d'oro al Valor Militare, tre Medaglie d'argento al VM.